# Ouled Fayet
Ouled Fayet là một đô thị thuộc tỉnh Alger, Algérie. Dân số thời điểm năm 2002 là 15.209 người.